# Trzcieniec (przystanek kolejowy)
Trzcieniec (ukr. Тщенець, ros. Тшенец) – przystanek kolejowy w miejscowości Wolica, 2 km od Trzcieńca, w rejonie jaworowskim, w obwodzie lwowskim, na Ukrainie.
Przystanek istniał przed II wojną światową.